# Eudonia lacustrata
Eudonia lacustrata là một loài bướm đêm thuộc họ Crambidae. Loài này có ở châu Âu, tây bắc Châu Phi, châu Á từ Thổ Nhĩ Kỳ đến Siberia và khu vực miền tây của Trung Quốc. Phân loài E. lacustrata persica is được tìm thấy ở Iran và Armenia.
Sải cánh dài 16–18 mm. Con trưởng thành bay từ tháng 5 đến tháng 8 tùy theo địa điểm.
Ấu trùng ăn nhiều loại rêu.

## Hình ảnh

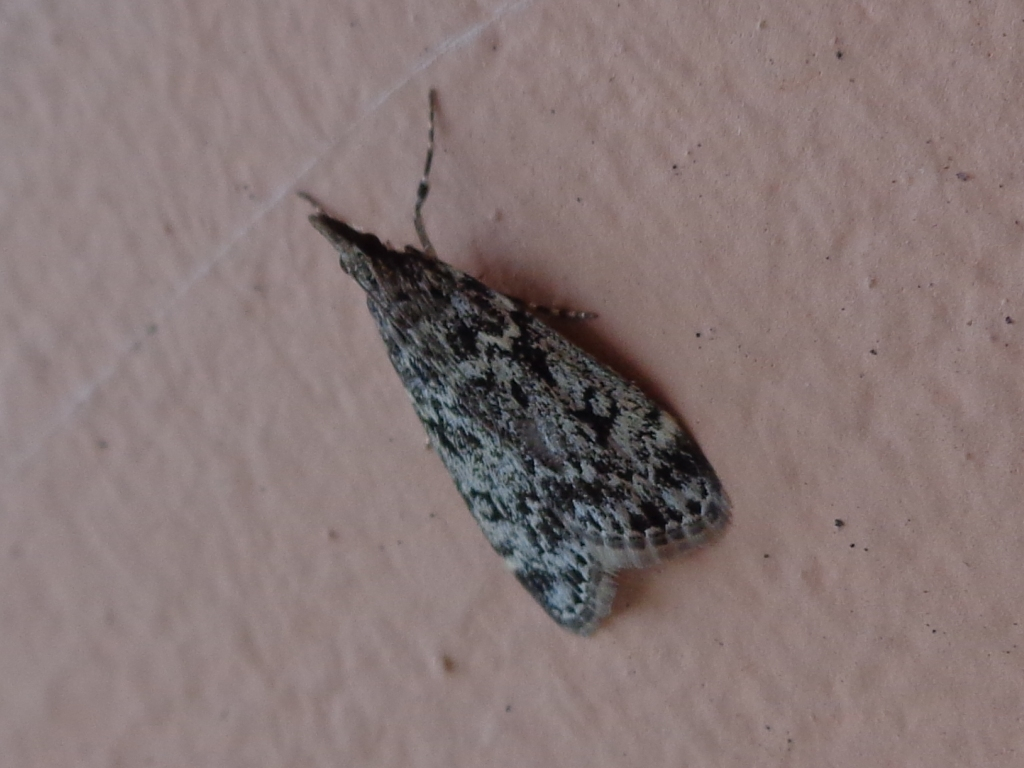
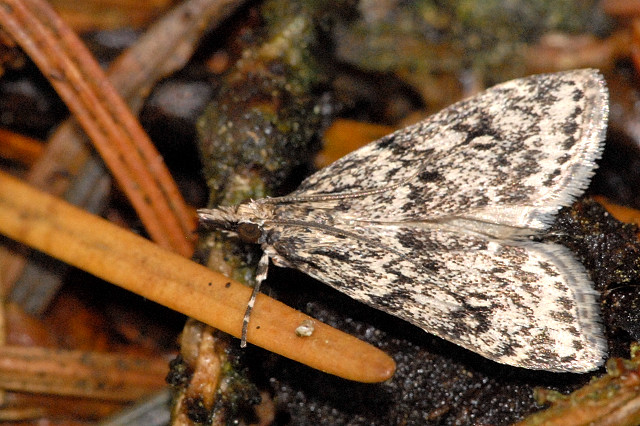
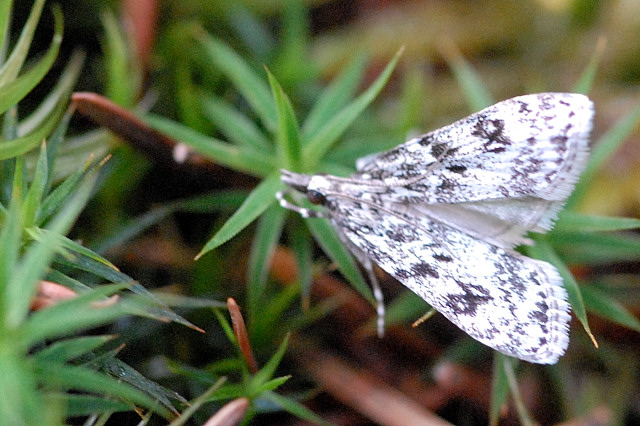